# ČSD-Baureihe U 34.9
Die Baureihe U 34.9 war eine kleine Schmalspur-Tenderlokomotive, die im Holztransport eingesetzt wurde.

## Geschichte MÁV 2282/09
Die Lokomotive mit der Fabriknummer MÁV 2282/09 wurde auf der Schwarzgranbahn (slowakisch: Čiernohronská železnica (ČHŽ)) eingesetzt. Bis 1918 wurde sie unter der Betriebsnummer 1, danach unter der Nummer 3 geführt. Im Jahre 1938 wurde sie unter der Nummer U 34.902, wobei sie nach dem Zweiten Weltkrieg unter der Nummer U 34.901 geführt wurde. Im Jahr 1951 wurde an der Lokomotive, nachdem sie im Kyslá dolina umgefallen war, eine größere Reparatur und einen doppelten Schornstein von der ehemaligen Lokomotive U 44.901, die während des Krieges zerstört worden war.
Bis in die 1970er Jahre beförderte die Lokomotive Passagiere auf der Strecke zwischen Hronec und Čierny Balog. Im Jahre 1975 wurde die Lokomotive an das Kysuce Museum in Čadca verkauft, um Fahrten auf den Waldbahn Vychylovka zu unternehmen. Zwischen den Jahren 1975 und 1977 wurde die Lokomotive generalüberholt und wurde in einem provisorischen Lokschuppen in der Nähe des heutigen Lokschuppen der Waldbahn Vychylovka untergestellt.
Im Mai 1980 wurde die Lokomotive genutzt, um die verbliebenen Lokomotiven von Tanečník nach Vychylovka zu überführen. Dies ist gleichzeitig der letzte überprüfbare Aufenthalt einer funktionstüchtigen Dampflokomotive in Tanečník. In den 1980er Jahren nach der Rekonstruktion des Schienenstrangs zwischen Chmúra und Kubátkovia wurde die Lokomotive zusammen mit der geliehenen Lokomotive U 45.903 des Museums liptovskej dediny zu Testfahrten auf der neuen Strecke (Kubátkovia–Chmúra–Beskyd) eingesetzt.
Bei dem Brand im Lokschuppen von Vychylovka im Jahre 1988 wurde die Lokomotive nicht beschädigt und ist neben der MÁV 4281/1916 U 45.901 die einzige betriebsfähige Dampflokomotive der Waldbahn Vychylovka.

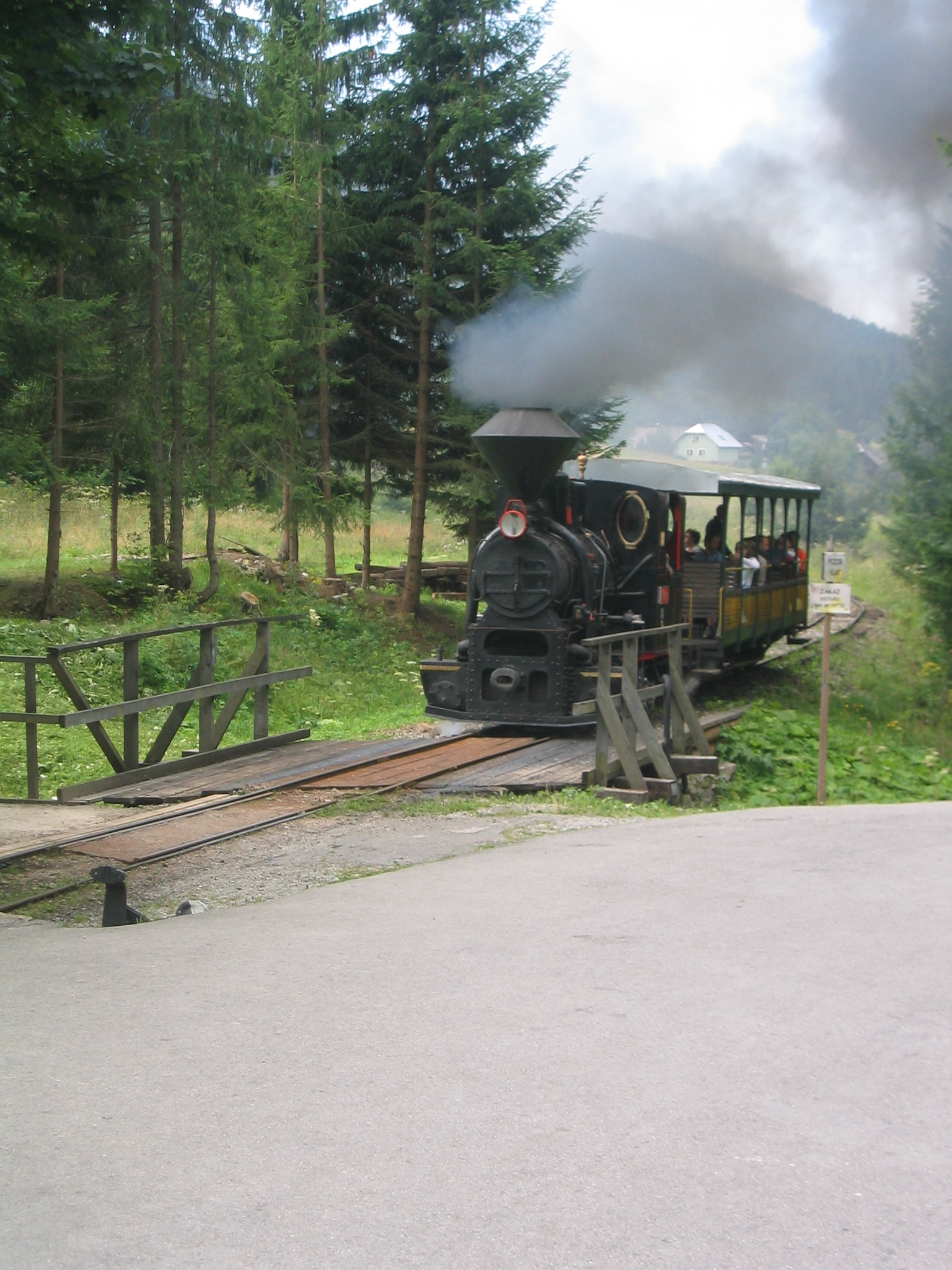
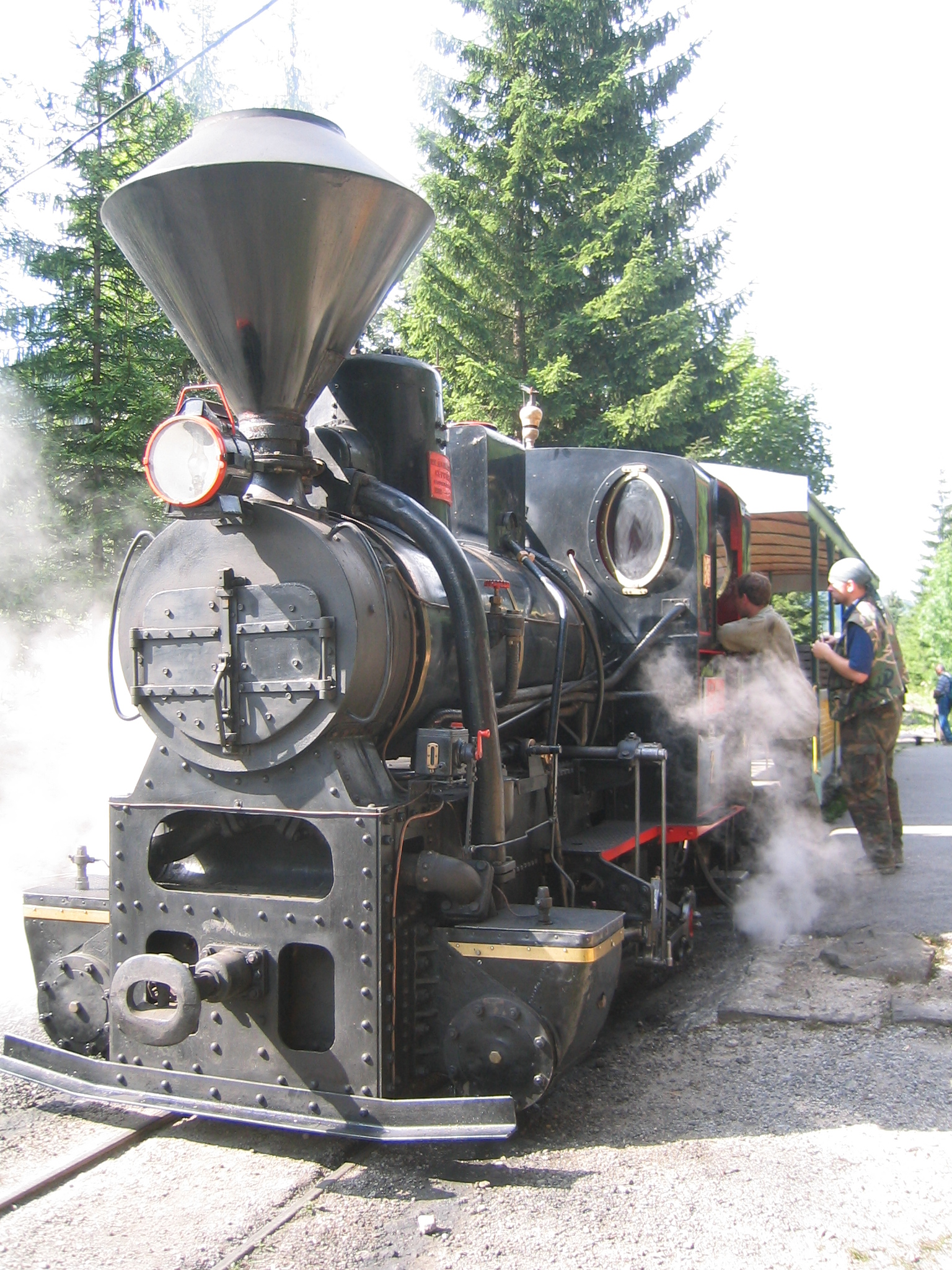
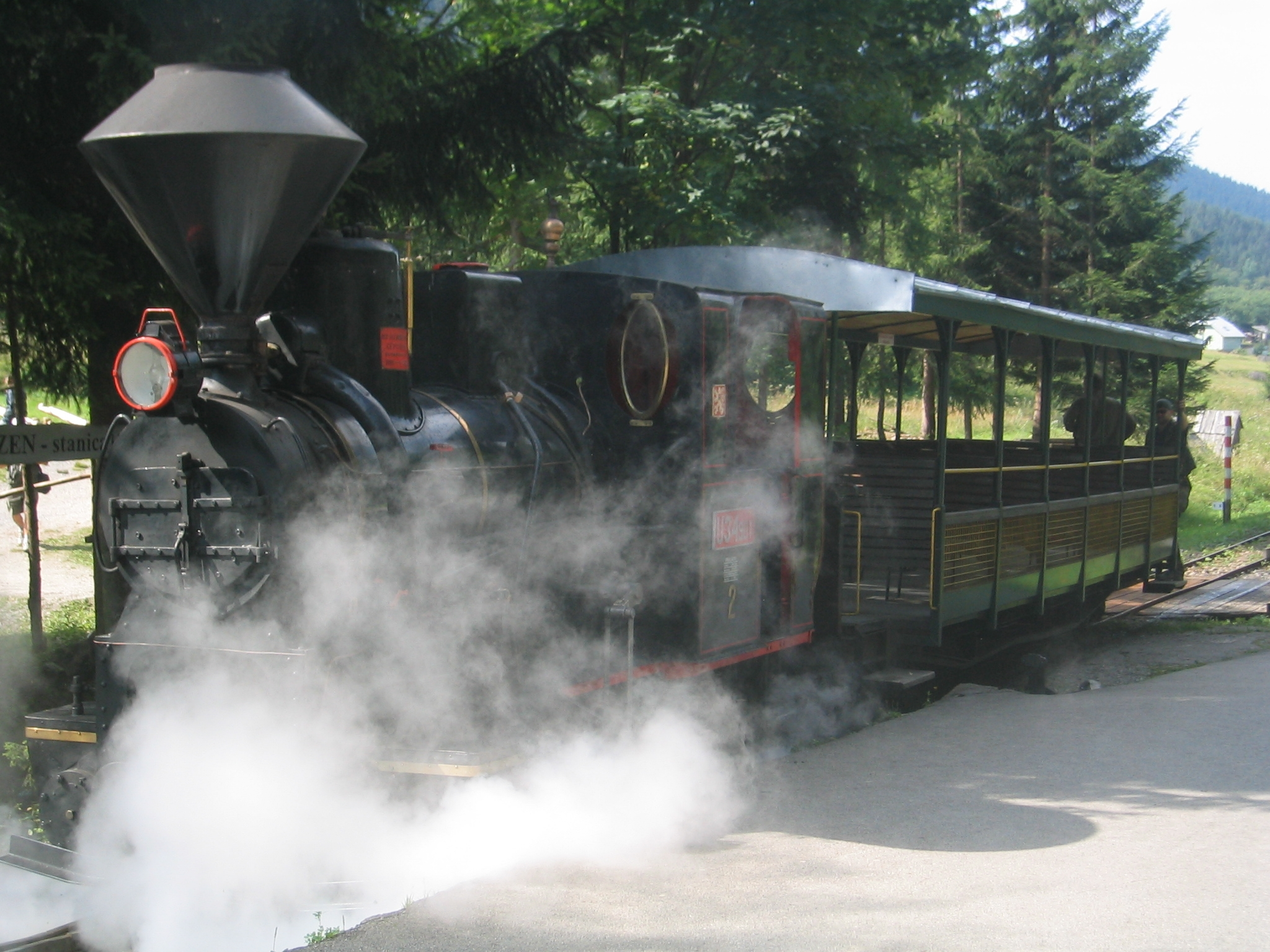
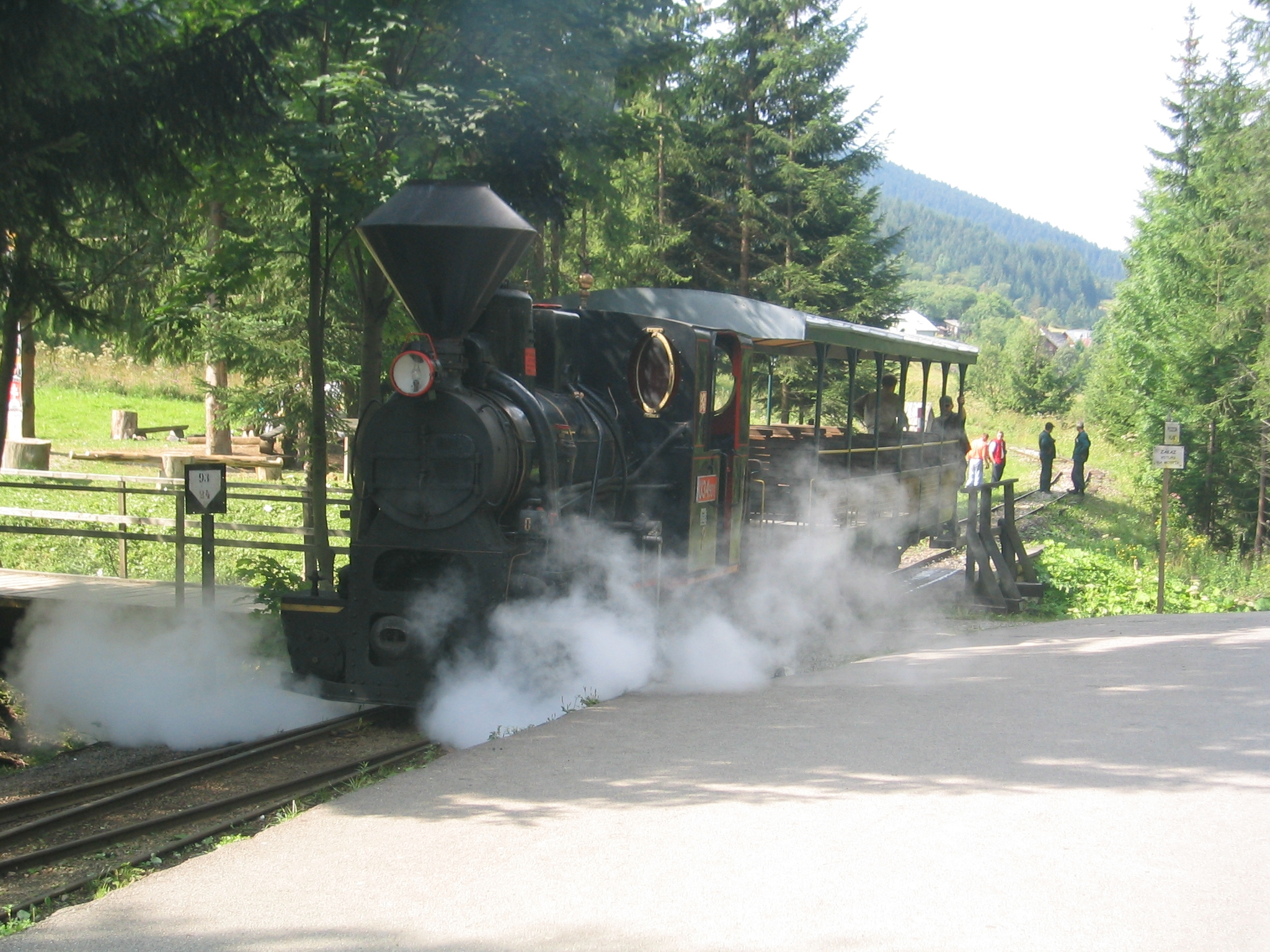

## Geschichte MÁV 2165/08
Die Lokomotive mit der Fabriknummer MÁV 2165/08 wurde ebenfalls im Jahre 1908 in Budapest bei MÁVAG gebaut, wechselte mit der Fabriknummer 2282/09 des Öfteren die Bezeichnung. Diese Lokomotive wurde 1950 an die Schmalspureisenbahn in Waldbahn Vigľaš (slowakisch: Viglašská Lesná Železnica) verkauft.